# Coxsackievirus
El coxsackievirus, o virus Coxsackie, es un virus perteneciente a la familia Picornaviridae, del género Enterovirus. 
Debe su nombre a la ciudad de Coxsackie, en el estado de Nueva York (Estados Unidos), donde fue aislado por primera vez.

## Variedades
Se dividen en dos grupos:
- Coxsackie A.
- Coxsackie B.

Se dividieron sobre la base de ciertas diferencias biológicas y antigénicas, y se subdividen en serotipos designados por números sobre la base de diferencias antigénicas adicionales.
- Tipo A, del 1 al 22/23

- Tipo B, del 1 al 6

## Epidemiología
Los coxsackievirus reconocen receptores expresados en variados tipos de células y tejidos, y causan un amplio repertorio de enfermedades.

## Enfermedades
Algunas enfermedades causadas por virus coxsackie son: 
- Miocarditis.
- Pericarditis.
- Conjuntivitis hemorrágica aguda.
- Pleurodinia intensa (dolor pleurítico severo e infeccioso o Enfermedad de Bornholm).
- Fiebre aftosa humana o Enfermedad de "la mano, el pie y la boca".
- Meningitis.
- Onicomadesis (Despegamiento de la uña que comienza en la lúnula).[2]
- Cistitis aguda.
- Herpangina

## Prevención y control
No existen vacunas para los coxsackievirus. Es probable que la transmisión se pueda reducir mediante mejoras en la higiene y las condiciones de vida.

## Enfermedades, diagnóstico y tratamiento

### Enfermedad mano-pie-boca
También llamada fiebre aftosa humana, es el síndrome más conocido provocado por el virus Coxsackie. Generalmente por el serotipo A16. Suelen padecerla mayormente niños  pequeños de entre 6 a 13 años de edad, aunque también puede aparecer en adultos, no obstante es menos probable.
La enfermedad no se propaga a partir de animales domésticos o mascotas, pero sí lo puede hacer de una persona a otra. Se puede contraer si se entra en contacto directo con fluidos corporales portadores del virus: secreciones de nariz y garganta, saliva, líquido de ampollas o las heces de una persona infectada. El periodo  más contagioso es la primera semana en que se tiene la enfermedad.
Los síntomas habituales se reducen a la aparición de pequeñas ampollas en la palma de las manos y/o en la planta de los pies, y llagas, igualmente pequeñas en la boca. También puede aparecer fiebre, dolor de cabeza y/o pérdida de apetito.
No existe tratamiento específico para esta infección, si bien puede intentarse aliviar los síntomas.
Evitar alimentos y bebidas calientes o tibios, evitar la sal en lo absoluto. Se debe asegurar que el enfermo tome suficiente líquido y evitar las comidas picantes, ácidas o que requieran masticar mucho.
La enfermedad es muy contagiosa, sobre todo en tempranas edades. Puede contagiarse si una ampolla se rompe y se entra en contacto con el líquido, por la saliva y también por las heces. 
La recuperación completa suele tardar entre 5 y 7 días.

### Onicomadesis
La onicomadesis consiste en la separación o el despegamiento indoloro y sin inflamación de la lámina del lecho ungueal en la zona proximal, apareciendo por debajo una uña nueva. Puede afectar tanto a las uñas de los dedos de las manos como a las de los pies. 
Las causas pueden ser variadas: locales (traumatismos repetidos) y generales, entre las cuales se reconoce la infección por virus Coxsackie. En este caso suele ser autolimitada y de evolución favorable.